# Wedelia scandens
Wedelia scandens là một loài thực vật có hoa trong họ Cúc. Loài này được Roxb. miêu tả khoa học đầu tiên.